# Rhubodach

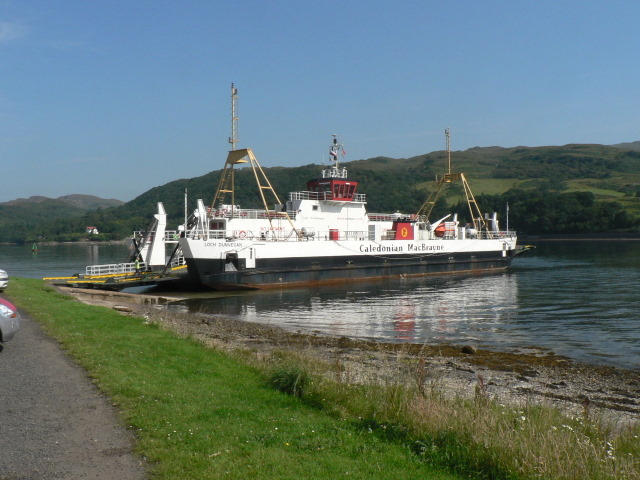
Färjan Loch Dunvegan i Rhubodachs hamn.

Rhubodach är en liten ort på ön Isle of Bute i Skottland.
Namnet kommer från det gaeliska Rubha a' Bodach som översätts till gammal mans punkt. Härifrån går en färja den korta vägen över Kyles of Bute till Colintraive. Linjen, som körs av Calmac, är klassad som en av de kortaste i Skottland men är dyrare per mile än Concorde var.
Sir Richard Attenborough bor i Rhubodach.